# Echinocyamus insularis
Echinocyamus insularis is een zee-egel uit de familie Echinocyamidae.
De wetenschappelijke naam van de soort werd in 1984 gepubliceerd door Mironov & Sagaidachny.